# سربرنا گورا (استان سلیزیا سفلی)
سربرنا گورا (به لهستانی:  Srebrna Góra) یک روستا در لهستان است که در گمینا ستوشوویتسه واقع شده‌است. سربرنا گورا ۱٬۵۰۰ نفر جمعیت دارد.